# Elgar Baeza
Elgar Baeza, vollständiger Name Elgar Alfredo Baeza, (* 8. November 1939 in Montevideo; † 8. September 2020) war ein uruguayischer Fußballspieler.

## Karriere

### Vereine
Defensivakteur Baeza begann seine Profikarriere im Jahr 1955. Er spielte für den Danubio FC und River Plate Montevideo. Von 1963 bis 1967 gehörte er der Mannschaft Nacional Montevideos an, die in diesem Zeitraum 1963 und 1966 die uruguayische Meisterschaft gewann. Zudem erreichte Baeza mit den „Bolsos“ die Finalspiele um die Copa Campeones de América 1964. Dort unterlag sein Klub aber gegen CA Independiente. In der Saison 1968 war der Club Atlético Peñarol sein Arbeitgeber, mit dem er in jenem Jahr ebenfalls Uruguayischer Meister wurde. Als weitere Karrierestationen werden Centro Atlético Fénix, der Racing Club de Montevideo und der Salus Fútbol Club geführt.

### Nationalmannschaft
Baeza debütierte am 3. Januar 1965 in der uruguayischen A-Nationalmannschaft. Insgesamt absolvierte er sechs Länderspiele. Ein Tor schoss er dabei nicht. Sein letzter Länderspieleinsatz in der „Celeste“ datiert vom 2. Februar 1967. Er gehörte dem Aufgebot bei der Südamerikameisterschaft 1967 an, das den Kontinentalmeistertitel gewann.

### Erfolge
- Südamerikameister: 1967
- Uruguayischer Meister: 1963, 1966, 1968